# Candy Coated Fury
Candy Coated Fury är det sjunde studioalbumet från ska-punkbandet Reel Big Fish. Skivan släpptes 31 juli 2012.

## Låtlista
| Nr  | Titel                                             | Längd |
| --- | ------------------------------------------------- | ----- |
| 1.  | Everyone Else is an Asshole                       | 4:11  |
| 2.  | Punisher                                          | 4:00  |
| 3.  | She's Not the End of the World                    | 3:42  |
| 4.  | Don't Let Me Down Gently (The Wonder Stuff cover) | 2:25  |
| 5.  | I Know You Too Well to Like You Anymore           | 4:25  |
| 6.  | Hiding in My Headphones                           | 4:47  |
| 7.  | I Dare You to Break My Heart                      | 5:15  |
| 8.  | Your Girlfriend Sucks                             | 3:30  |
| 9.  | Don't Stop Skankin'                               | 3:59  |
| 10. | Famous Last Words                                 | 3:50  |
| 11. | Lost Cause                                        | 4:20  |
| 12. | I Love/You Suck                                   | 3:13  |
| 13. | P.S. I Hate You                                   | 4:05  |
| 14. | The Promise (When in Rome cover)                  | 3:14  |